# Pavlenkove, Bilopillea
Pavlenkove (în ucraineană Павленкове) este un sat în așezarea urbană Uleanivka din raionul Bilopillea, regiunea Sumî, Ucraina.

## Demografie
Componența lingvistică a localității Pavlenkove
     Ucraineană (97,09%)
     Rusă (2,91%)
Conform recensământului din 2001, majoritatea populației localității Pavlenkove era vorbitoare de ucraineană (97,09%), existând în minoritate și vorbitori de rusă (2,91%).